# فيلفريد مولر
فيلفريد مولر (بالألمانية: Wilfried Müller)
ولد في 4 أكتوبر 1945 في تونينغ، شليسفيش هولشتاين) هو كيميائي ألماني ورئيس جامعة بريمن الحالي.

## حياته
بعد نيله البكالوريس درس مولر الكيمياء في جامعة كيل بين 1965 و1971، بعد حصوله على الدبلوم سنة 1971 بدأ دراسة العلوم التربوية وعلم الاجتماع في جامعة هامبورغ.
منذ شهر مايو سنة 2007 يعمل نائب رئيس التعليم وشؤون الطلبة والدراسة في المدرسة العليا لمؤتمر الرؤساء.

## وصلات خارجية
- معلومات عن مولر من موقع جامعة بريمن باللغة الألمانية